# Kornerupien
Het mineraal kornerupien is een magnesium-aluminium-boraat-silicaat met de chemische formule Mg4Al6[(O,OH)2(BO4)(SiO4)4]. Het behoort tot de sorosilicaten.

## Eigenschappen
Het kleurloze, gele, groene of groenbruine kornerupien heeft een witte streepkleur en de splijting is onduidelijk volgens het kristalvlak [110]. De gemiddelde dichtheid is 3,32 en de hardheid is 7. Kornerupien heeft een glasglans en het kristalstelsel is orthorombisch. De brekingsindices variëren tussen 1,660 en 1,699 en de dubbelbreking is 0,0130-0,0140. Kornerupien is kleurloos tot groen pleochroïsch.

## Naamgeving
Het mineraal kornerupien is genoemd naar de Deense geoloog A.N. Kornerup (1857 - 1881).

## Voorkomen
Kornerupien wordt gevormd in metamorf gesteente en wordt ook gevonden in alluviale afzettingen. De typelocatie is Fiskernaes in zuidwest Groenland. Kornerupien van edelsteenkwaliteit kan men vinden op Sri Lanka, in de omgeving van Matara. In Myanmar en Madagaskar kan men ook mooie kornerupien vinden. In Kenia worden appelgroene kornerupienen gevonden en in Zuid-Afrika, Canada en Groenland zijn er donkergroene kornerupienen ontdekt, in Groenland zijn vindplaatsen met tot 20 cm grote kristallen bekend. Ze komen ook voor in Rusland en Finland.

## Bewerking
Kornerupien wordt wel verwerkt tot facetslijpsel of cabochons. Reinigen met ultrasoon geluid en stoom is riskant, men moet mechanische beschadiging voorkomen. Alleen stenen met kattenoogeffect worden tot sieraad verwerkt, er is zeer zelden materiaal voor gefacetteerde stenen.